# Riechedly Bazoer
Riechedly Bazoer (Utrecht, 12 de outubro de 1996) é um futebolista neerlandês que atua como meia. Atualmente, joga no AZ Alkmaar.

## Carreira

### Juventude
Bazoer começou a jogar futebol no USV Elinkwijk em sua cidade natal Utrecht.

### Ajax
Bazoer foi adquirido pelo Ajax em 16 de novembro de 2012. Em 29 de junho de 2013 estreou com a equipe principal do Ajax em um amistoso de pré-temporada contra o SDC Putten. Bazoer entrou como substituto no segundo tempo, o jogo terminou com a vitória do Ajax por 4–1.
Em 15 de janeiro de 2015, jogou seu primeiro clássico contra o Feyenoord, usou a camisa número 27.
Em 15 de fevereiro de 2015, fez seu primeiro gol pela equipe principal do Ajax na vitória por 4–2 sobre o Twente, pela Eredivisie de 2014–15.

### VfL Wolfsburg
Em 14 de dezembro de 2016, foi anunciado a contratação de Bazoer por 12 milhões de euros, um contrato de quatro anos e meio, válido até 30 de junho de 2021.

### Utrecht
Em 7 de janeiro de 2019, Bazoer foi emprestado ao Utrecht.

## Seleção Holandesa
Bazoer representou a Holanda, nas categorias sub-15, sub-16, sub-17, sub-19 e sub-21. Ele participou do Europeu Sub-17 de 2012.
Em 13 de novembro de 2015, estreou pela seleção principal na vitória por 3–2, sobre o País de Gales, usou a camisa número 20.

## Estatísticas
Atualizado até 26 de outubro de 2016

### Clubes
| Equipe            | Temporada         | Campeonato nacional | Campeonato nacional | Copa nacional | Copa nacional | Competições continentais | Competições continentais | Total | Total |
| Equipe            | Temporada         | Jogos               | Gols                | Jogos         | Gols          | Jogos                    | Gols                     | Jogos | Gols  |
| ----------------- | ----------------- | ------------------- | ------------------- | ------------- | ------------- | ------------------------ | ------------------------ | ----- | ----- |
| Ajax II           | 2013–14           | 21                  | 0                   | –             | –             | –                        | –                        | 21    | 0     |
| Ajax II           | 2014–15           | 13                  | 1                   | –             | –             | –                        | –                        | 13    | 1     |
| Ajax II           | Total             | 34                  | 1                   | –             | –             | –                        | –                        | 34    | 1     |
| Ajax              | 2014–15           | 17                  | 1                   | 1             | 0             | 4                        | 1                        | 22    | 2     |
| Ajax              | 2015–16           | 29                  | 5                   | 2             | 0             | 8                        | 0                        | 39    | 5     |
| Ajax              | 2016–17           | 5                   | 0                   | 2             | 1             | 3                        | 0                        | 10    | 1     |
| Ajax              | Total             | 51                  | 6                   | 5             | 1             | 15                       | 1                        | 71    | 8     |
| Total na carreira | Total na carreira | 85                  | 7                   | 5             | 1             | 15                       | 1                        | 105   | 9     |

### Seleção Holandesa
Expanda a caixa de informações para conferir todos os jogos deste jogador, pela sua seleção nacional.
Sub-15
|    | Data                | Local | Resultado | Adversário | Gol(s) | Competição |
| -- | ------------------- | ----- | --------- | ---------- | ------ | ---------- |
| 1. | 12 de abril de 2011 |       | 1–0       | Eslováquia | 0      | Amistoso   |
| 2. | 14 de abril de 2011 |       | 2–0       | Eslováquia | 0      | Amistoso   |

Sub-16
|    | Data                   | Local                                | Resultado | Adversário     | Gol(s) | Competição |
| -- | ---------------------- | ------------------------------------ | --------- | -------------- | ------ | ---------- |
| 1. | 25 de outubro de 2011  | Stade Jean-Bouin, Paris              | 1–0       | Peru           | 0      | Amistoso   |
| 2. | 29 de outubro de 2011  | Stade Léo-Lagrange, Toulon           | 1–3       | Estados Unidos | 0      | Amistoso   |
| 3. | 3 de fevereiro de 2012 | Estádio da Nora, Ferreiras           | 2–0       | Portugal       | 0      | Amistoso   |
| 4. | 7 de fevereiro de 2012 | Estádio Dr. Francisco Vieira, Silves | 1–2       | Itália         | 0      | Amistoso   |

Sub-17
|     | Data                    | Local                               | Resultado | Adversário | Gol(s) | Competição                |
| --- | ----------------------- | ----------------------------------- | --------- | ---------- | ------ | ------------------------- |
| 1.  | 29 de fevereiro de 2012 | Luc De Rijck Stadion, Berlaar       | 2–1       | Bélgica    | 0      | Amistoso                  |
| 2.  | 22 de março de 2012     | Sportpark De Wieen, Viena           | 4–0       | Albânia    | 0      | Elim. Europeu Sub-17 2012 |
| 3.  | 24 de março de 2012     | Sportpark Zuideinderpark, Schijndel | 2–1       | Irlanda    | 0      | Elim. Europeu Sub-17 2012 |
| 4.  | 4 de maio de 2012       | Ljudski vrt, Maribor                | 3–1       | Eslovênia  | 0      | Europeu Sub-17 2012       |
| 5.  | 7 de maio de 2012       | Ljudski vrt, Maribor                | 0–0       | Bélgica    | 0      | Europeu Sub-17 2012       |
| 6.  | 10 de maio de 2012      | Sportni park, Lendava               | 0–0       | Polónia    | 0      | Europeu Sub-17 2012       |
| 7.  | 13 de maio de 2012      | ŠRC Stožice, Liubliana              | 2–0       | Geórgia    | 0      | Europeu Sub-17 2012       |
| 8.  | 16 de maio de 2012      | ŠRC Stožice, Liubliana              | 1–1       | Alemanha   | 0      | Europeu Sub-17 2012       |
| 9.  | 12 de setembro de 2012  |                                     | 0–2       | Alemanha   | 0      | Amistoso                  |
| 10. | 17 de setembro de 2012  | Wilhelm-Langrehr-Stadion, Garbsen   | 1–0       | Itália     | 0      | Amistoso                  |
| 11. | 23 de outubro de 2012   | RS Waasland, Sint-Niklaas           | 2–1       | Letónia    | 0      | Elim. Europeu Sub-17 2013 |
| 12. | 25 de outubro de 2012   | KFC Eeklo, Eeklo                    | 0–0       | Lituânia   | 0      | Elim. Europeu Sub-17 2013 |
| 13. | 28 de outubro de 2012   | KFC Eeklo, Eeklo                    | 2–1       | Bélgica    | 1      | Elim. Europeu Sub-17 2013 |

Sub-19
|     | Data                   | Local                      | Resultado | Adversário    | Gol(s) | Competição                |
| --- | ---------------------- | -------------------------- | --------- | ------------- | ------ | ------------------------- |
| 1.  | 6 de setembro de 2013  |                            | 1–6       | Alemanha      | 0      | Amistoso                  |
| 2.  | 10 de setembro de 2013 |                            | 1–1       | Itália        | 0      | Amistoso                  |
| 3.  | 13 de novembro de 2013 | Boris Paichadze, Tbilisi   | 3–0       | Moldávia      | 0      | Elim. Europeu Sub-19 2014 |
| 4.  | 15 de novembro de 2013 | Boris Paichadze, Tbilisi   | 0–0       | País de Gales | 0      | Elim. Europeu Sub-19 2014 |
| 5.  | 18 de novembro de 2013 | Mikheil Meskhi, Tbilisi    | 1–2       | Geórgia       | 0      | Elim. Europeu Sub-19 2014 |
| 6.  | 14 de novembro de 2014 | Falkirk Stadium, Falkirk   | 1–1       | Escócia       | 0      | Amistoso                  |
| 7.  | 18 de novembro de 2014 |                            | 3–1       | Bélgica       | 0      | Amistoso                  |
| 8.  | 26 de março de 2015    | Sportpark de Bosk, Harkema | 1–0       | Sérvia        | 0      | Elim. Europeu Sub-19 2015 |
| 9.  | 28 de março de 2015    | Mardijk, Assen             | 1–1       | Noruega       | 1      | Elim. Europeu Sub-19 2015 |
| 10. | 31 de março de 2015    | Sportpark de Bosk, Harkema | 4–0       | Suíça         | 0      | Elim. Europeu Sub-19 2015 |

Sub-21
|    | Data                  | Local                          | Resultado | Adversário | Gol(s) | Competição                |
| -- | --------------------- | ------------------------------ | --------- | ---------- | ------ | ------------------------- |
| 1. | 4 de setembro de 2015 | De Adelaarshorst, Deventer     | 4–0       | Chipre     | 1      | Elim. Europeu Sub-21 2017 |
| 2. | 8 de setembro de 2015 | Recep Tayyip Erdoğan, Istambul | 1–0       | Turquia    | 0      | Elim. Europeu Sub-21 2017 |
| 3. | 6 de outubro de 2016  | AFAS Stadion, Alkmaar          | 0–0       | Turquia    | 0      | Elim. Europeu Sub-21 2017 |
| 4. | 11 de outubro de 2016 | Ammochostos, Lárnaca           | 4–1       | Chipre     | 1      | Elim. Europeu Sub-21 2017 |

Seleção Principal
|    | Data                   | Local                         | Resultado | Adversário    | Gol(s) | Competição |
| -- | ---------------------- | ----------------------------- | --------- | ------------- | ------ | ---------- |
| 1. | 13 de novembro de 2015 | Cardiff City Stadium, Cardiff | 3–2       | País de Gales | 0      | Amistoso   |
| 2. | 25 de março de 2016    | Amsterdam Arena, Amsterdã     | 2–3       | França        | 0      | Amistoso   |
| 3. | 29 de março de 2016    | Estádio de Wembley, Londres   | 2–1       | Inglaterra    | 0      | Amistoso   |
| 4. | 27 de maio de 2016     | Aviva Stadium, Dublin         | 1–1       | Irlanda       | 0      | Amistoso   |
| 5. | 1 de junho de 2016     | PGE Arena Gdańsk, Gdańsk      | 2–1       | Polónia       | 0      | Amistoso   |
| 6. | 4 de junho de 2016     | Ernst-Happel-Stadion, Viena   | 2–0       | Áustria       | 0      | Amistoso   |

## Títulos
Ajax
- Eredivisie Sub-19: 2013–14

Holanda
- Campeonato Europeu Sub-17: 2012

### Prêmios individuais
- 50 jovens promessas do futebol mundial de 2016 (La Gazzetta dello Sport)[37]
- 36º melhor jogador sub-21 de 2016 (FourFourTwo)[38]